# Symphorichthys spilurus
Symphorichthys spilurus är en fiskart som först beskrevs av Günther, 1874.  Symphorichthys spilurus ingår i släktet Symphorichthys och familjen Lutjanidae. Inga underarter finns listade i Catalogue of Life.